# Архиепархия Багдада (римско-католическая)
 Архиепархия Багдада (лат. Archidioecesis Bagdathensis Latinorum) — архиепархия Римско-Католической Церкви в Багдаде, Ирак. Архиепархия действует на территории всего Ирака и подчиняется непосредственно Святому Престолу. Численность католиков латинского обряда, проживающих в Ираке, составляет около двух тысяч человек.

## История
6 сентября 1632 года Святой Престол учредил епархию Вавилона, которая включала в себя города Багдад, Басру, Мосул и Диярбакыр. Кафедра епископа находилась в Багдаде. После турецкого захвата Месопотамии в 1638 году резиденция римско-католического епископа была переведена в Исфахан. Багдад вошёл в новый Апостольский викариат, ординарием которого стал епископ Исфахана.
В 1719 году кафедра вернулась в Багдад. До 1779 года римско-католический епископ находился в Багдаде, после чего кафедра оставалась вакантной до 1820 года, когда был назначен латинский епископ для Месопотамии.
19 августа 1848 года епархия Багдада была возведена в ранг архиепархии. В XIX веке латинская архиепархия Багдада включала в себя земли Месопотамии, Курдистана и Малой Армении. Латинский архиепископ Багдада также исполнял обязанности апостольского викария архиепархии Исфахана и являлся представителем Святого Престола при Патриархате Вавилона Халдейского.
В настоящее время латинская архиепархия Багдада включает в себя территорию нынешнего Ирака.

## Ординарии архиепархии
- епископ Timoteo Perez Vargas (6.09.1632 — 1633);
- епископ Giacomo Tonelli (Dimas della Santa Croce) (4.03.1634 — 1638);
- епископ Jean Duval (Bernardo di Santa Teresa) (18.08.1638 — 1642);
- епископ Placide-Louis du Chemin (30.03.1661 — ?);
- епископ епископ François Piquet (31.07.1675 — 25.08.1685);
- епископ Louis-Marie Pidou (24.11.1687 — 20.11.1717);
- епископ Dominique-Marie Varlet (17.09.1718 — 14.05.1742);
- епископ Emmanuele Balliet di Sant’Alberto (26.11.1743 — 1773);
- епископ Jean-Baptiste Miroudot (15.04.1776 — ?);
  - Sede vacante;
- епископ Pierre-Alexandre Coupperie (11.05.1820 — 26.04.1831);
- епископ Pierre-Dominique-Marcellin Bonamie (4.05.1832 — 13.02.1835);
- архиепископ Marie-Laurent Trioche (14.03.1837 — 24.11.1887);
- архиепископ Henri-Victor Altamayer (24.11.1887 — 28.08.1902);
- архиепископ Désiré-Jean Drure (7.11.1902 — 27.05.1917);
- архиепископ François de Berré (9.08.1921 — 4.05.1929);
- архиепископ Armand-Etienne M. Blanquet du Chayla (1.04.1939 — 17.09.1964);
- архиепископ Paul-Marie-Maurice Perrin (2.08.1965 — 16.01.1970);
- архиепископ Ernest-Marie de Jésus-Hostie Charles Albert Nyary (23.03.1972 — 20.05.1983);
- архиепископ Paul Dahdah (30.05.1983 — 30.07.1999);
- архиепископ Жан Бенджамин Шлейман (29.11.2000 — по настоящее время).

## Источник
- Annuario Pontificio, Libreria Editrice Vaticana, Città del Vaticano, 2003, ISBN 88-209-7422-3
- Cfr. Filoni Fernando, La Chiesa nella terra d’Abramo. Dalla diocesi di Babilonia dei latini alla nunziatura apostolica in Iraq, Rizzoli 2008.
- Konrad Eubel, Hierarchia Catholica Medii Aevi, vol. 4 Архивная копия от 4 октября 2018 на Wayback Machine, стр.. 106—107; vol. 5, стр. 110; vol. 6, стр. 112